# Renault Type G
La Renault Type G est un modèle d'automobile du constructeur automobile Renault de 1902.

## Historique
Le Type G ressemble au Type D, dont il dérive.

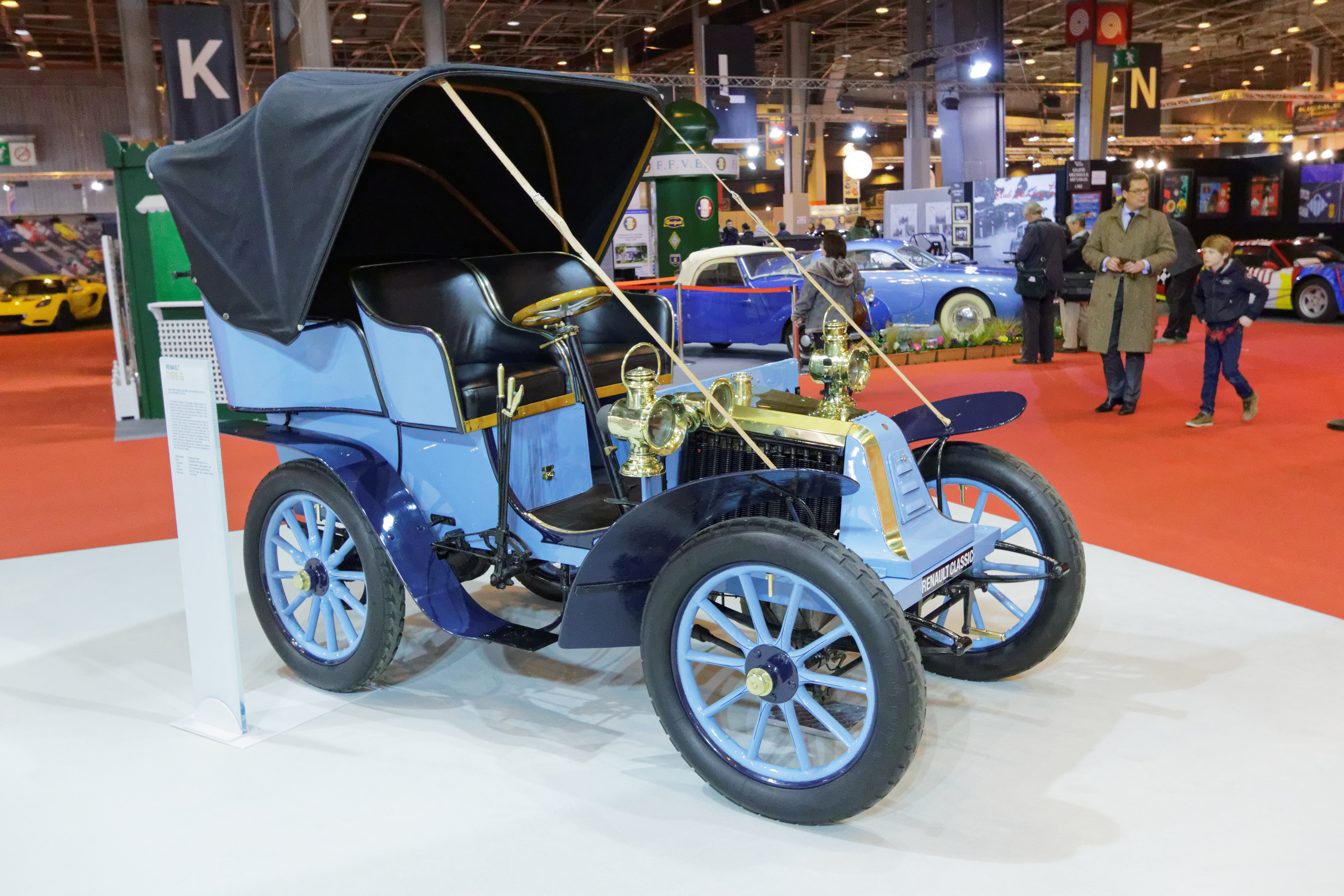
Une Renault Type G de 1902.